# Граф Грей

Герб сэра Чарльза Грея, 2-го графа Грея (1764—1845)

Граф Грей (англ. Earl Grey) — наследственный титул в системе Пэрства Соединённого королевства. Он был создан 11 апреля 1806 года для генерала Чарльза Грея, 1-го барона Грея (1729—1807). В 1801 году он уже получил титул барона Грея из Ховика в графстве Нортумберленд. В 1806 году вместе с графским титулом для него был создан титул виконта Ховика в графстве Нортумберленд. Он был членом знатной семьи Грей из Нортумберленда, третий сын сэра Генри Грея, 1-го баронета из Ховика (1691—1749).

## История

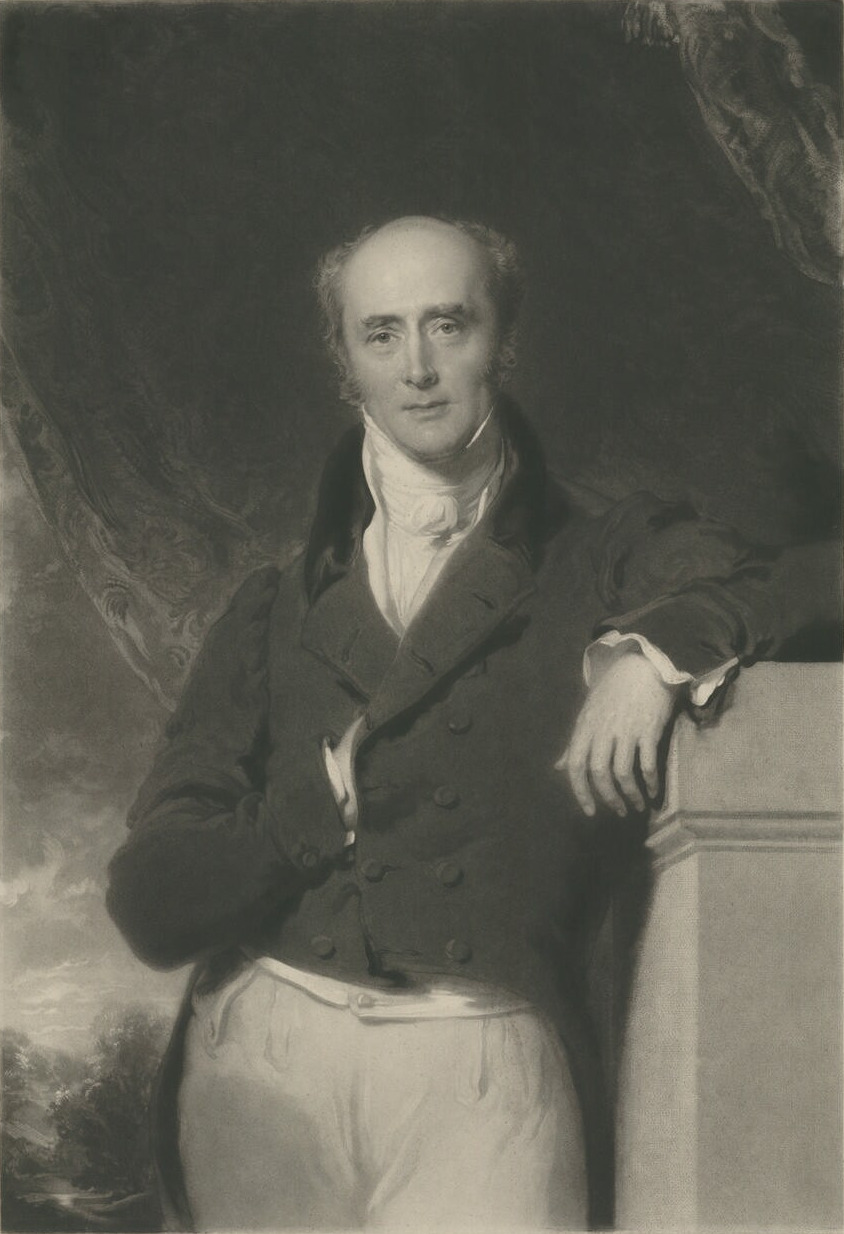
Чарльз Грей, 2-й граф Грей

В 1807 году 1-му графу Грею наследовал его старший сын, Чарльз Грей, 2-й граф Грей (1764—1845). Он был видным политиком от партии вигов и занимал пост премьер-министра Великобритании (1830—1834). Он добился отмены работорговли в Британской империи и 1832 году провёл крупную избирательную реформу. В 1808 году после смерти своего дяди Генри Грея он стал 3-м баронетом из Ховика.
В 1845 году его преемником стал его второй сын, Генри Грей, 3-й граф Грей (1802—1894). Он также являлся политиком и занимал пост государственного секретаря по войне и колониям (1846—1852) в правительстве вигов под руководством Лорда Джона Рассела. Ему наследовал в 1894 году его племянник, Альберт Грей, 4-й граф Грей (1851—1917). Он был сыном генерала достопочтенного Чарльза Грея (1804—1870), третьего сына 2-го графа Грея. Лорд Грей занимал пост генерал-губернатора Канады с 1904 по 1911 год. Его сын, Чарльз Грей, 5-й граф Грей (1879—1963), носи чин майора британской армии. Он был женат и имел двух дочерей. Его преемником стал троюродный брат, Ричард Флеминг Джордж Чарльз Грей, 6-й граф Грей (1939—2013). Он являлся сыном Альберта Грея и Веры Хардинг, потомком адмирала достопочтенного Джорджа Грея, четвертого сына 2-го графа Грея. В сентябре 2013 года 6-й граф Грей скончался в возрасте 74 лет. Графский титул унаследовал его младший брат, Филипп Кент Грей, 7-й граф Грей (род. 1940).
Титул баронета Грей из Ховика в графстве Нортумберленд был создан в 1746 году для Генри Грея (1691—1749), высшего шерифа графства Нортумберленд в 1738 году. Он был потомком сэра Томаса Грея из Хитона, старшего брата Джона Грея, 1-го графа Танкервиля (1384—1421), и сэра Эдварда Грея из Ховика, дяди Уильяма Грея, 1-го барона Грея из Уэрка (ум. 1674). Он женился в 1720 года на Ханне, дочери Томаса Вуда из Фаллодона близ Алника в Нортумберленде. Ему наследовал его старший сын, сэр Генри Грей, 2-й баронет (1722—1808). Он представлял Нортумберленд в Палате общин Великобритании. Он умер холостым, ему наследовал его племянник, Чарльз Грей, 2-й граф Грей (1764—1845).

## Другие известные представители рода Грей
- Достопочтенный Джордж Грей (1767—1828), третий сын 1-го графа Грея, получил титул баронета из Фаллодона в графстве Нортумберленд в 1814 году
- Сэр Джордж Грей, 2-й баронет (1799—1882), сын предыдущего, трижды министр внутренних дел Великобритании (1846—1852, 1855—1858, 1861—1866).
- Эдвард Грей, 1-й виконт Грей из Фаллодона (1862—1933), министр иностранных дел Великобритании (1905—1916), сын подполковника Генри Джорджа Грея и потомок вышеупомянутого Джорджа Грея, 2-го баронета
- Его преосвященство достопочтенный Эдвард Грей (1782—1837), епископ Херефордский (1832—1837), пятый сын 1-го графа Грея
- Сэр Уильям Грей (1818—1878), губернатор Бенгалии (1866—1871) и Ямайки (1874—1877), четвертый сын предыдущего
- Сибилла Фрэнсис Грей (ум. 1945), мать премьер-министра Великобритании Энтони Идена, 1-го графа Эйвона (1897—1977), дочь предыдущего
- Сэр Пол Фрэнсис Грей (1908—1990), британский посол в Чехословакии (1957—1960) и Швейцарии (1960—1964), внук Фрэнсиса Дугласа Грея (1828—1901), сына Эдварда Грея, епископа Херефордского, от первого брака
- Достопочтенный Чарльз Грей (1804—1870), генерал британской армии, третий сын 2-го графа Грея
- Достопочтенный Джордж Грей (1809—1891), адмирал британского флота, четвертый сын 2-го графа Грея.

Родовое гнездо — Ховик Холл и Фаллодон Холл в графстве Нортумберленд.

## Наследие

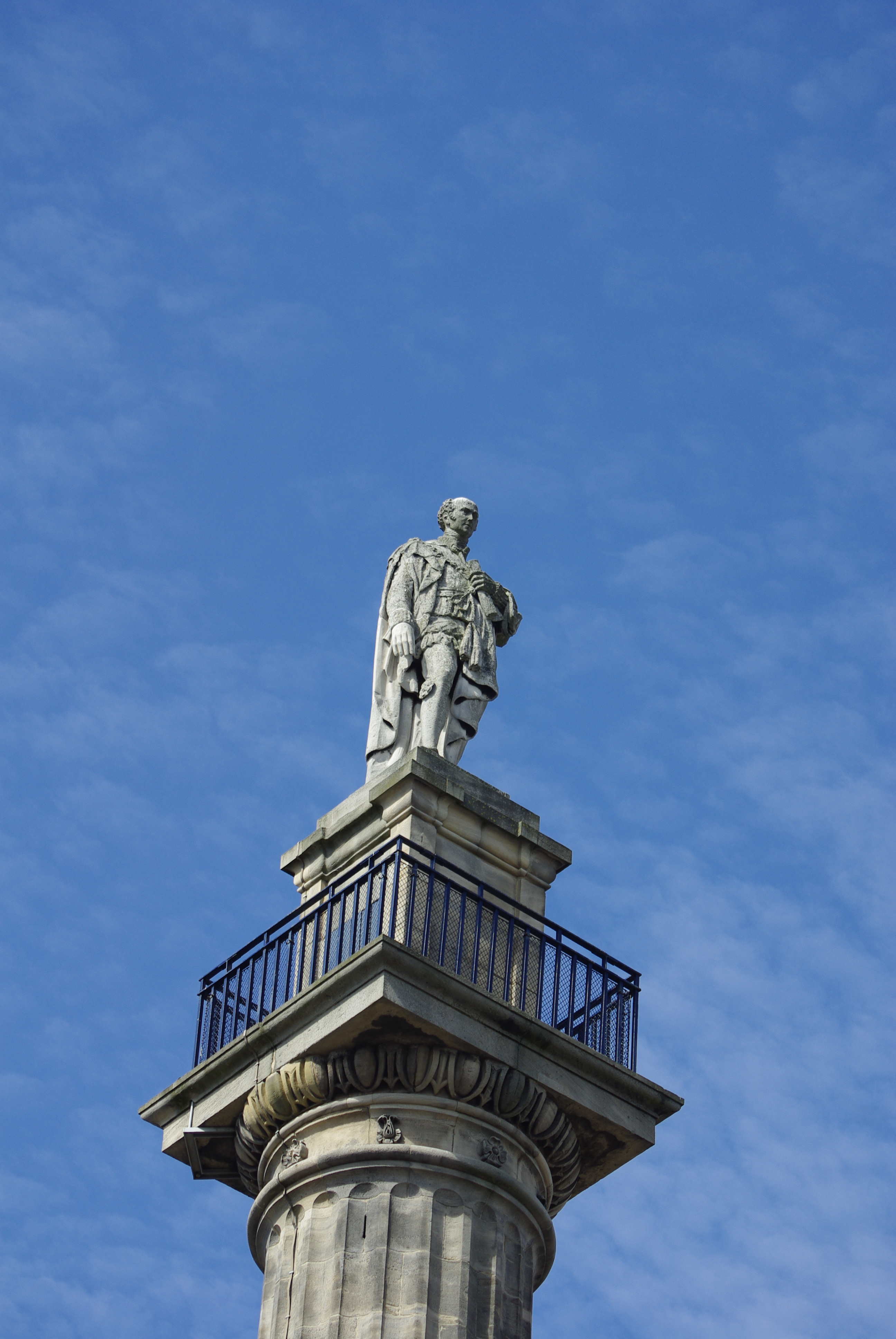
Памятник Чарльзу Грею, 2-му графу Грею, в Ньюкасл-апон-Тайне

Чай «Эрл Грей» был назван в честь 2-го графа Грея, премьер-министра Великобритании.
Кубок Грея, чемпионский кубок в Канадской футбольной лиги, был в 1909 году назван в честь 4-го графа Грея, генерал-губернатора Канады.
Памятник в честь Чарльза Грея, 2-го графа Грея, построенный в 1838 году, занимает видное место в городе Ньюкасл-апон-Тайн.
Графство Грей в канадской провинции Онтарио было названо в честь графа Грея.
Британский скрипач Джеймс Хилл (ок. 1811—1853) из Гейтсхеда сочинил мелодию «Граф Грей» в шотландском стиле «Страспей» в память об открытии памятника графу Грею в 1838 году.

## Графы Грей (1806)
- 1806—1807: Чарльз Грей, 1-й граф Грей (23 октября 1729 — 14 ноября 1807), младший сын сэра Генри Грея, 1-го баронета (1691—1749)
- 1807—1845: Чарльз Грей, 2-й граф Грей (13 марта 1764 — 17 июля 1845), старший сын предыдущего
- 1845—1894: Генри Джордж Грей, 3-й граф Грей (28 декабря 1802 — 9 октября 1894), старший сын предыдущего
- 1894—1917: Альберт Генри Джордж Грей, 4-й граф Грей (28 ноября 1851 — 29 августа 1917), второй сын генерал-лейтенанта Чарльза Грея (1804—1870), внук 2-го графа Грея
- 1917—1963: Чарльз Роберт Грей, 5-й граф Грей (15 декабря 1879 — 2 апреля 1963), единственный сын предыдущего
- 1963—2013: Ричард Флеминг Джордж Чарльз Грей, 6-й граф Грей (4 марта 1939 — 10 сентября 2013), старший сын Альберта Гарри Джорджа Кэмпбелла Грея (1912—1942), внук Джорджа Арчибальда Грея (1886—1952), правнук Фрэнсиса Уильяма Грея (1860—1939), внука 2-го графа Грея
- 2013 — настоящее время: Филипп Кент Грей, 7-й граф Грей (род. 11 мая 1940), младший брат предыдущего
  - Наследник: Эдвард Александр Грей, виконт Ховик (род. 20 декабря 1968), единственный сын предыдущего.

## Баронеты Грей из Ховика (1746)
- 1746—1749: Сэр Генри Грей, 1-й баронет (4 декабря 1691 — май 1749), сын Джона Грея
- 1749—1808: Сэр Генри Грей, 2-й баронет (15 ноября 1722 — 30 марта 1808), старший сын предыдущего
- 1808—1845: Сэр Чарльз Грей, 2-й граф Грей (13 марта 1764 — 17 июля 1845), племянник предыдущего

Все последующие баронеты являлись одновременно и графами Грей.